# Like a Virgin (Lied)
Like a Virgin ist ein Lied von Madonna aus dem Jahr 1984, das vorab als erste Single aus dem gleichnamigen Album erschien. Die Singleauskopplung belegte sechs Wochen Platz eins der US-Charts.

## Geschichte
Like a Virgin wurde von Billy Steinberg und Tom Kelly geschrieben, die zwei Jahre später auch für Cyndi Laupers Hit True Colors verantwortlich zeichneten, und am 31. Oktober 1984 veröffentlicht. Die Single konnte sich in zahlreichen Ländern in den Charts platzieren; in den USA hielt sie sich vom 22. Dezember 1984 bis zum 26. Januar 1985 sechs Wochen auf dem ersten Platz und verkaufte sich über eine Million Mal.
Billy Steinberg über Like a Virgin:

„Als Madonna das Lied aufnahm, hörte man Tom in der Ausblendung unseres Demos sagen „When your heart beats, and you hold me, and you love me...“. Madonna muss sich das Demo sehr genau angehört haben, denn ihre Version endet mit den gleichen kleinen Ad libs. Es passiert selten, dass jemand sich Demos so gründlich anhört; wir fühlten uns geschmeichelt, dass sie sich so genau an unser Demo gehalten hat.“

Madonna über ihre ersten Gefühle zu den Demoaufnahmen von Like a Virgin und Material Girl:

„Ich mochte beide, da diese nicht nur ironisch und provokant waren, sondern auch mir selbst überhaupt nicht ähnelten. Ich bin nicht materiell eingestellt und war sicherlich keine Jungfrau. Nebenbei gesagt: wie kann man überhaupt ‚wie eine Jungfrau‘ sein? Ich mochte diese Wortspiele, ich fand sie clever, merkwürdig und cool.“

Die Bassline des Stücks ähnelt sowohl Michael Jacksons Billie Jean als auch der des Four-Tops-Klassikers I Can't Help Myself. Madonna sagte, dass es sich zwar nicht um Coverversionen der beiden Hits handele, aber die Drumkombinationen nach deren Vorbild gespielt wurde. Als Inspiration für den Text diente der Foreigner-Klassiker Feels Like the First Time.
Bei den MTV Video Music Awards 1984 sang Madonna den Song in einem Brautkleid auf einer riesigen Torte.
Das Lied wurde in die Liste der 500 Songs that Shaped Rock and Roll der Rock and Roll Hall of Fame aufgenommen, sowie in die Liste der 100 Greatest Pop Songs von MTV und Rolling Stone. 2008 wurde Like a Virgin in die Liste der Billboard Hot 100 All-Time Top Songs aufgenommen. Im Jahr 2003 wählten Fans in einer Umfrage Like a Virgin auf Platz 5 der besten Lieder von Madonna.
Unter Kritikern wurde Like a Virgin vorwiegend gelobt. Die Kritiker bezeichnen Like a Virgin und Material Girl als die Lieder, die Madonna zu einer Pop-Ikone machten.

## Musikvideos
Im in Venedig und New York City gedrehten Musikvideo führte Mary Lambert Regie.
1985 wurde zur Promotion der Live – The Virgin Tour ein Livevideo der gleichnamigen Tour in Detroit gedreht. Dieser Liveclip erhielt eine Nominierung für die MTV Video Music Awards.

## Kommerzieller Erfolg

### Chartplatzierungen
| ChartsChartplatzierungen       | Höchstplatzierung | Wochen/ Monate |
| ------------------------------ | ----------------- | -------------- |
| Deutschland (GfK)              | 4 (17 Wo.)        | 17 Wo.         |
| Österreich (Ö3)                | 8 (3,5 Mt.)       | 3,5 Mt.        |
| Schweiz (IFPI)                 | 9 (13 Wo.)        | 13 Wo.         |
| Vereinigte Staaten (Billboard) | 1 (19 Wo.)        | 19 Wo.         |
| Vereinigtes Königreich (OCC)   | 3 (18 Wo.)        | 18 Wo.         |

| ChartsJahrescharts (1984)    | Platzierung |
| ---------------------------- | ----------- |
| Vereinigtes Königreich (OCC) | 18          |

| ChartsJahrescharts (1985)      | Platzierung |
| ------------------------------ | ----------- |
| Deutschland (GfK)              | 40          |
| Vereinigte Staaten (Billboard) | 2           |

### Auszeichnungen für Musikverkäufe
| Land/Region                  | Auszeichnungen für Musikverkäufe (Land/Region, Auszeichnung, Verkäufe) | Verkäufe  |
| ---------------------------- | ---------------------------------------------------------------------- | --------- |
| Dänemark (IFPI)              | Gold                                                                   | 45.000    |
| Neuseeland (RMNZ)            | Platin                                                                 | 30.000    |
| Spanien (Promusicae)         | Gold                                                                   | 30.000    |
| Vereinigte Staaten (RIAA)    | Gold                                                                   | 1.240.000 |
| Vereinigtes Königreich (BPI) | Gold                                                                   | 925.000   |
| Insgesamt                    | 4× Gold · 1× Platin ·                                                  | 2.270.000 |

Hauptartikel: Madonna (Künstlerin)/Auszeichnungen für Musikverkäufe

## Coverversionen
Von dem Titel gab es einige Coverversionen.
- 1985: Weird Al Yankovic (Like a Surgeon)
- 1985: The Lords of the New Church
- 1985: Eini (Olen neitsyt – Finnische Version)
- 1988: Ed Starink
- 1992: Big Daddy
- 1998: In Shape
- 1999: Annabelle Lwin
- 1999: Del Rubio Tripplets
- 1999: Spectrum
- 1999: The Ballroom Band
- 2000: Countdown Singers
- 2000: Smug Bastards
- 2000: The Sound Factory
- 2001: Lisa-Bassenge-Trio
- 2002: Mad’House
- 2002: Jim Broadbent feat. Richard Roxburgh & Anthony Weigh
- 2002: Meat Purveyrors (The Madonna Trilogy)
- 2002: Evening Star Orchestra
- 2003: Leningrad Cowboys feat. Red Army Choir (Liveversionen)
- 2004: Global.Kryner
- 2004: Unlimited Beat
- 2005: Texas Lightning
- 2005: The Cooltrane Quartet
- 2006: Jeanette Biedermann
- 2006: Eläkeläiset (Humppaneitsyt)
- 2006: Richard Cheese feat. Lounge Against the Machine
- 2006: The Mysterious Girl
- 2006: Petra Magoni feat. Ferruco Spinetti
- 2006: Barna Synger
- 2010: Glee
- 2012: 2NE1
- 2019: Mötley Crüe